# Алексешть
Алексешть, Алексешті (рум. Alexești) — село у повіті Ясси в Румунії. Входить до складу комуни Іпателе.
Село розташоване на відстані 290 км на північ від Бухареста, 32 км на південь від Ясс.

## Населення
За даними перепису населення 2002 року у селі проживали 59 осіб, усі — румуни. Усі жителі села рідною мовою назвали румунську.